# Phyllomys
Phyllomys (Lund, 1839) è un genere di roditori della famiglia degli Echimiidi.

## Descrizione

### Dimensioni
Al genere Phyllomys appartengono roditori di grandi dimensioni, con lunghezza della testa e del corpo tra 170 e 350 mm, la lunghezza della coda tra 150 e 370 mm e un peso fino a 890 g.

### Caratteristiche craniche e dentarie
Il cranio è robusto e presenta un rostro accorciato e le bolle timpaniche rigonfie. I denti masticatori hanno una forma rettangolare e sono caratterizzati dalla presenza di quattro lamine trasversali sulla superficie occlusiva.
Sono caratterizzati dalla seguente formula dentaria:

### Aspetto
La pelliccia può essere soffice oppure ruvida e cosparsa di peli spinosi. Le parti dorsali variano dal marrone al bruno-rossastro, mentre le parti ventrali sono bianche o bruno-grigiastre chiare. Il muso è appuntito, gli occhi sono grandi, le vibrisse sono molto lunghe. Le orecchie sono corte ed arrotondate. Gli arti sono brevi, i piedi sono corti e larghi, tutte le dita sono munite di artigli robusti eccetto il pollice provvisto di un'unghia appiattita. La coda può variare in lunghezza, la sua base è densamente ricoperta di peli dello stesso colore della groppa, il resto può essere praticamente privo di peli o densamente ricoperto di peli che diventano gradualmente più lunghi verso l'estremità dove è spesso presente un ciuffo. Le femmine hanno tre paia di mammelle pettorali laterali e una inguinale. In entrambi i sessi è presente una ghiandola nella regione pettorale, più marcata nei maschi.

## Distribuzione
Sono roditori arboricoli diffusi nell'America meridionale.

## Tassonomia
Il genere comprende 13 specie.
- Phyllomys blainvillii
- Phyllomys brasiliensis
- Phyllomys dasythrix
- Phyllomys kerri
- Phyllomys lamarum
- Phyllomys lundi
- Phyllomys mantiqueirensis
- Phyllomys medius
- Phyllomys nigrispinus
- Phyllomys pattoni
- Phyllomys sulinus
- Phyllomys thomasi
- Phyllomys unicolor